# Tian Ruining
Tian Ruining (Karamay, 17 januari 1997) is een Chinees schaatsster. Ze begon op tienjarige leeftijd met de schaatssport.
In 2018 nam ze deel aan de Olympische Winterspelen 2018, waar ze onder andere uitkwam op 1000 en 1500 meter. Hier behaalde ze respectievelijk de 21ste (1:16,69) en 23ste (2:00,29) plaats. 

## Records

### Persoonlijke records
Ruining heeft de volgende persoonlĳke records gevestigd:
| Afstand    | Tijd    | Datum            | Baan           |
| ---------- | ------- | ---------------- | -------------- |
| 500 meter  | 37,03   | 4 december 2021  | Salt Lake City |
| 1000 meter | 1.14,82 | 17 februari 2024 | Calgary        |
| 1500 meter | 1.56,75 | 9 december 2017  | Salt Lake City |
| 3000 meter | 4.16,42 | 17 maart 2017    | Calgary        |
| 5000 meter | 7.51.85 | 17 maart 2013    | Harbin         |

## Resultaten
| Jaar | WK Sprint                | WK Afstanden                              | Olympische Spelen            | WK Junioren                                         |
| ---- | ------------------------ | ----------------------------------------- | ---------------------------- | --------------------------------------------------- |
| 2016 |                          |                                           |                              | 7e (20e, 8e, 7e, 8e) 8e massastart 4e achtervolging |
| 2017 | 28e (26e, 25e, 28e, 25e) |                                           |                              |                                                     |
| 2018 |                          |                                           | 20e 500m 21e 1000m 23e 1500m |                                                     |
|      |                          |                                           |                              |                                                     |
| 2020 | 17e (14e, 22e, 17e, 19e) | 17e 500m 4e teamsprint                    |                              |                                                     |
|      |                          |                                           |                              |                                                     |
| 2022 |                          |                                           | 14e 500m                     |                                                     |
|      |                          |                                           |                              |                                                     |
| 2024 | 8e (7e, 10e, 7e, 6e)     | 4e 500m 10e 1000m 18e 1500m 8e teamsprint |                              |                                                     |
| 2025 |                          | 13e 500m 5e teamsprint                    |                              |                                                     |